# Maria Cordero
Maria Cordero, née le 18 février 1954, est une actrice, chanteuse, animatrice de télévision et disc jockey macanaise, connue pour présenter l'émission de cuisine Maria's Kitchen sur Cable TV. Elle est surnommée par ses admirateurs « Fat Mama ».

## Biographie
D'ascendance portugaise par son père, Cordero née à l'hôpital Conde S. Januário (en) de Macao en 1954. Sa famille déménage à Hong Kong sur Shelley Street (en) quand elle a dix ans. Son père meurt l'année suivante et elle commence à travailler pour subvenir au besoin de ses sept frères et sœurs. Elle a recours aux cartes d'identité (en) de ses amis car l'âge légal minimum pour travailler est de 14 ans. Son premier travail est celui de portière dans un cinéma local.
Alors qu'elle est téléphoniste dans un hôtel, elle utilise son temps à apprendre la basse. Le groupe de résidents de l’établissement l'engage alors pour jouer le soir devant eux. Pendant plusieurs années, elle occupe trois emplois : téléphoniste le jour, bassiste la nuit, tout en travaillant comme caissière. Mais elle exerce également le métier de cuisinière à la chaîne pour des sociétés de plats à emporter pour les employés de bureau, ce qui lui apporte d'excellentes compétences en cuisine et lui permet de présenter trois émissions sur l'alimentation et la cuisine.
Sa carrière de chanteuse commence grâce au bouche à oreille sur ses talents dans une discothèque récemment ouverte en 1985. Les offres de maisons de disques, de rôles dans des films et de concerts tombent après une série de succès qui débute avec une chanson écrite sur mesure pour elle par le réalisateur et compositeur Teddy Robin, intitulée Sai Hei. Certaines parties de cette chanson sont utilisées dans la chanson d'Edison Chen, Waste of breath (嘥氣).

## Vie privée
Elle épouse le pianiste philippin veuf de son groupe, âgé de 22 ans de plus qu'elle, pendant son adolescence. Elle est mère de six enfants (deux garçons avec son mari, deux garçons et deux filles du précédent mariage de son mari).
Son fils aîné, Alfonso Bibi Cordero, est membre de l'équipe de hockey de Hong Kong ayant remporté la médaille de bronze aux Jeux de l'Asie de l'Est de 2009.

## Filmographie
- City on Fire (1987)
- L' Hôtesse de la violence (1988)
- Bet on Fire (1988)
- Walk on Fire (1988)
- Women Prison (1988)
- King of Stanley Market (1988)
- Vampire vs Vampire (1989)
- Mr. Coconut (1989)
- Crocodile Hunter (1989)
- Mr. Sunshine (1989)
- Carry On Yakuza (1989)
- Mad Mission 5 (1989)
- Pedicab Driver (1989)
- La Petite Sirène (1989) (doublage cantonais de Pat Carroll pour Ursula)
- Jail House Eros (1989)
- To Spy With Love (1990)
- Tiger on Beat 2 (1990)
- The Banquet (1991)
- Second To None (1992)
- Gangs '92 (1992)
- Fatal Love (1993)
- The Enigma Of Love (1993)
- Whores from the North (1993)
- Our Neighbour Detective (1994)
- Sexy and Dangerous (1996)
- Street Angels (1996)
- Lost and Found (1996)
- Thanks for Your Love (1996)
- New Mad Mission (1997)
- Chinese Box (1997)
- Piège à Hong Kong (1998)
- Fing's Raver (2001)
- Let's Love Hong Kong (2002)
- Money Suckers (2002)
- I Want To Get Married (2003)
- Men Suddenly in Black (2003)
- The Miracle Box (2004)
- Forever Yours (2004)
- Vagues invisibles (2006)
- Look for a Star (2009)
- All's Well, Ends Well 2012 (2012)
- From Vegas to Macau (2014)
- Delete My Love (2014)
- From Vegas to Macau 3 (2016)
- Lucid Dreams (2018)
- A Home with a View (2019)

## Chanson
- 救命 (Save My Life)
- 友誼之光 (The Light of Friendship)
- 媽媽 I Love You (Mama I Love You)
- You Can't Stop Me Loving You
- Old People